# Фушими (замък)
Фушими (на японски: 伏見城), известен и като Момояма (на японски: 桃山城) или Фушими-Момояма, е замък във Фушими, един от съвременните райони на Киото, Япония. Структурата на сградата е реплика от 1964 г. на оригинала, построен от Тойотоми Хидейоши.

## История
Изграждането на оригиналния замък започва през 1592 г., годината след напускането на Хидейоши на регентския пост, и завършва през 1594 г. Двадесет провинции изпращат работници за строежа, които наброяват общо между 20 000 и 30 000 души.
Макар че има външния вид на боен замък, структурата е предназначена като мястото за оттеглянето на Хидейоши и е обзаведена и украсена като такава. Замъкът е особено известен със своята Златна чайна, в която стените и инвентара са покрити със златен лист. Замъкът е предназначен за място на преговорите на Хидейоши с китайски дипломати, които искат да сложат край на Седемгодишната война в Корея, но земетресение унищожава изцяло замъка, само две години след завършването му.
Скоро след това Фушими е възстановен, и се озовава под контрола на Тории Мототада, васал на Токугава Иеясу. През 1600 г. замъкът е превзет от Ишида Мицунари в известната обсада на Фушими. Тори Мотодада защитава замъка в продължение на единадесет дни, забавяйки силите на Ишида и позволявайки на господаря си Токугава да събере армията си. Това забавяне оказва голямо влияние върху битката при Секигахара, която се случва скоро след това и отбелязва окончателната победа на Токугава над съперниците му.
През 1623 г. замъкът е разрушен и много от стаите и постройките му са преместени и включени в замъци и храмове в цяла Япония. Няколко храма в Япония, имат оцветен в кървавочервено таван, който е бил част от пода на коридора в замъка Фушими, на който Тори Мотодада и сподвижниците му са извършили самоубийството си.
През 1912 г. върху оригиналното място на замъка е построена гробницата на император Мейджи. Замъкът не е възстановен до 1964 г., когато е издигната негова реплика много близо до първоначалното му място, предимно в бетон. Новата структура служи като музей на живота и военните кампании на Тойотоми Хидейоши и дълго време е основната атракция на малък тематичен парк, който през 2003 г. е закрит за обществеността.